# Emile Roemer
Pour les articles homonymes, voir Roemer.
Emile Roemer, né le 24 août 1962 à Boxmeer, est un homme politique néerlandais, membre du Parti socialiste (SP), qu'il dirige du 5 mars 2010 au 13 décembre 2017. Représentant à la Seconde Chambre de 2006 à 2018, il est bourgmestre intérimaire de Heerlen de 2018 à 2020 et d'Alkmaar de 2020 à 2021. Il est commissaire du Roi au Limbourg depuis 2021.

## Biographie

### Éléments personnels
De 1986 à 1992, Emile Roemer enseigne à l'école primaire de Beuningen en Gueldre, après un cours temps lors duquel il est remplaçant. De 1992 à 2002, il est enseignant dans sa ville natale à Boxmeer au Brabant-Septentrional. Il est marié et père de deux enfants.

### Parcours politique

#### Élu municipal à Boxmeer
De 1980 à 2007, il dirige le Parti socialiste à Boxmeer au niveau local. En 1994, il est élu au conseil municipal de Boxmeer. En 2002, il devient échevin chargé des finances de la commune de Boxmeer. 

#### Chef politique du Parti socialiste

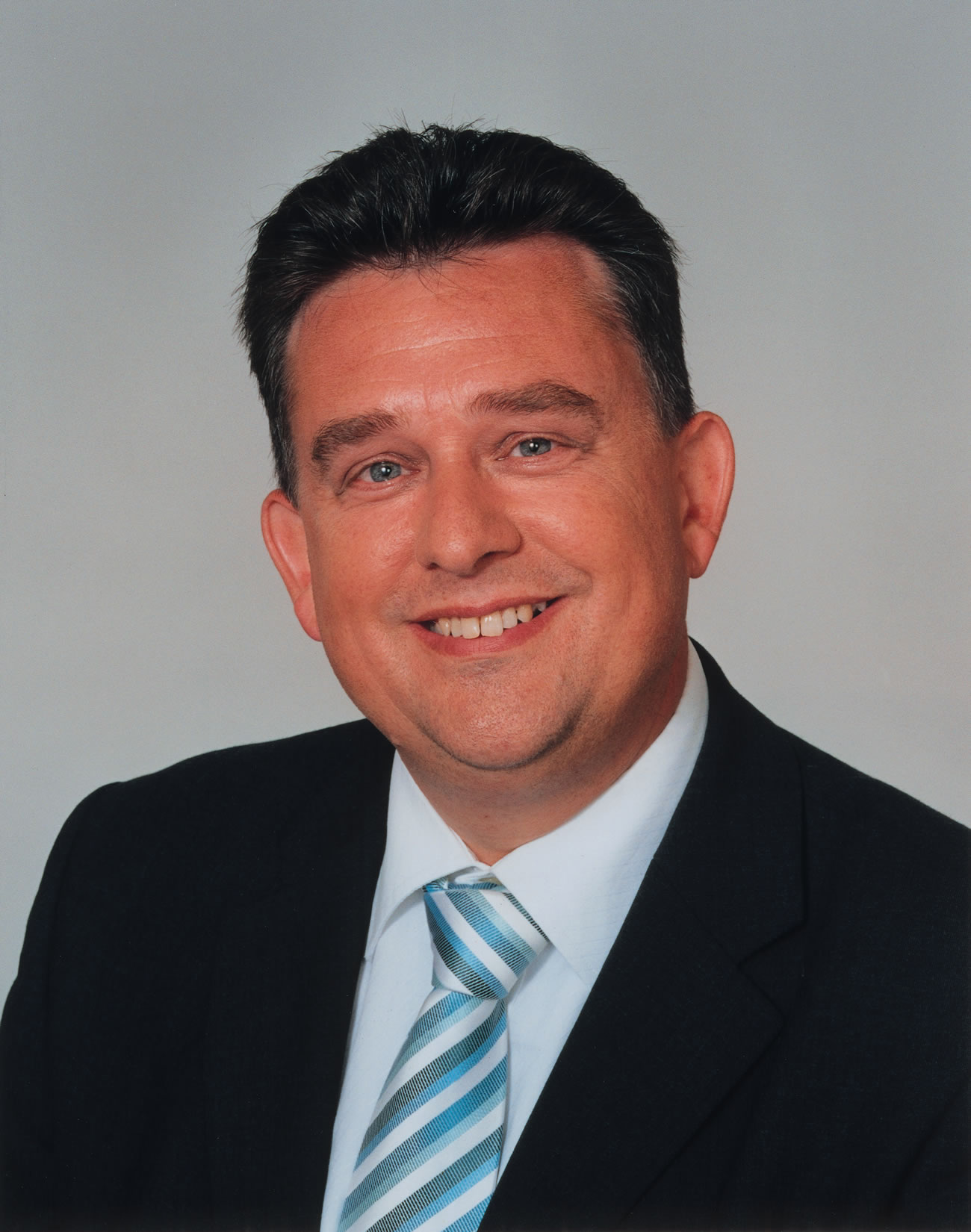
Emile Roemer en 2006.

En 2006, il est élu représentant à la Seconde Chambre des États généraux, la chambre basse du Parlement néerlandais. Le 5 mars 2010, il devient président du groupe parlementaire du SP à la Seconde Chambre et chef politique du parti. Lors des élections législatives de 2010, le parti s'effondre à quinze sièges, soit dix de moins qu'en 2006.
Il est à nouveau tête de liste du Parti socialiste pour les élections législatives de 2012 et fait campagne contre l'austérité « insensée ». La formation finit quatrième du scrutin, conservant ses 15 mandats de représentants obtenus en 2010. En 2017, le parti mené par Roemer remporte quatorze sièges parlementaires. En 2018, il démissionne de la direction du parti et de son mandat parlementaire, se retirant de la scène politique nationale.

#### Mandats de bourgmestre
À partir du 16 mars 2018, Emile Roemer est bourgmestre intérimaire (waarnemend burgemeester) de Heerlen à la suite de la démission de Ralf Krewinkel, fonction nominative qu'il occupe jusqu'au 28 septembre 2020. Il est ainsi le premier bourgmestre des Pays-Bas issu du Parti socialiste. Le 1er octobre 2020, il devient bourgmestre intérimaire d'Alkmaar pour près de neuf mois.

#### Commissaire du Roi
Le 1er décembre 2021, Emile Roemer prend ses fonctions en tant que commissaire du Roi en province de Limbourg, après un intérim de Johan Remkes. Plus tôt dans l'année, la presse rapporte qu'il échoue à se faire nommer commissaire du Roi en Gueldre. Il devient le premier commissaire du Roi issu du Parti socialiste.